# Thurø Kirke
 "Trefoldighedskirken" omdirigeres hertil. For andre betydninger af Trefoldighedskirken, se Trefoldighedskirken (flertydig).
Thurø Kirke eller Trefoldighedskirken er en kirke på øen Thurø. Koret er tegnet af arkitekt og kongelig bygningsinspektør Kristoffer Varming

## Præster
Den mest kendte præst fra Thurø Kirke er salmedigteren Johannes Johansen. Han blev siden domprovst og biskop i Helsingør Stift.

## Eksterne kilder og henvisninger
- Thurø Kirke hos KortTilKirken.dk
- Thurø Kirke hos danmarkskirker.natmus.dk (Danmarks Kirker, Nationalmuseet)